# Ashantiregionen
Ashantiregionen (engelska: Ashanti Region) är en av Ghanas tio regioner och är belägen i landets centrala del. Befolkningen uppgick till cirka 4,5 miljoner invånare år 2007. Huvudort är Kumasi, och en annan stor stad är Obuasi.  

## Administrativ indelning
Regionen är indelad i en storstad, sex kommuner och tjugo distrikt:
- Storstad
  - Kumasi
- Kommuner
  - Amansie East, Asante Akim North, Ejisu Juaben, Mampong, Obuasi, Offinso
- Distrikt
  - Adansi North, Adansi South, Afigya-Kwabre, Ahafo Ano North, Ahafo Ano South, Amansie Central, Amansie West, Asante Akim South, Atwima Kwanwoma, Atwima Mponua, Atwima Nwabiagya, Bosome Freho, Bosomtwe, Ejura Sekyedumase, Kwabre, Offinso North, Sekyere Afram Plains, Sekyere Central, Sekyere East, Sekyere South